# Capodichino (metropolitana di Napoli)
Capodichino sarà una stazione della linea 1 della metropolitana di Napoli.

## Storia
Il 15 dicembre 2013 è stato approvato dal CIPE un finanziamento da 650 milioni di euro per la tratta Garibaldi-Capodichino, con le fermate intermedie Centro Direzionale, Tribunale e Poggioreale.
Il 2 agosto 2014 viene inaugurato ufficialmente il cantiere. Il 31 marzo 2021 viene completata la prima galleria di collegamento tra le stazioni di Poggioreale e Capodichino, realizzata mediante una macchina scavatrice (TBM). L'8 marzo 2024 si è concluso lo scavo della seconda galleria.
L'ultimazione dei lavori, inizialmente prevista dal CIPE per il 2018, avverrà non prima del 2027.

## Strutture e impianti
La stazione, progettata dall'architetto inglese Richard Rogers a firma dello studio Rogers Stirk Harbour+Partners di Londra, trasformerà radicalmente l'ingresso all'aeroporto, con passaggi pedonali coperti e un sistema di strade che si collega all’area di parcheggio. La stazione presenta una struttura circolare con un diametro interno di circa 33 metri e si estende fino a una profondità di circa 50 metri. È uno spazio aperto unico dotato di 8 ascensori centrali e quattro scale a chiocciola che si estendono lungo le pareti, culminando in un atrio visibile al livello della strada. Il piano di sbarco degli ascensori è collegato da tre by-pass alle due gallerie della stazione, ciascuna lunga 110 metri e con un diametro di 8,9 metri. Il percorso verticale è animato dal movimento dei viaggiatori: gli ascensori e la spirale delle scale mobili orientano e distribuiscono i flussi di arrivi e partenze.
La copertura metallica della stazione, ispirata a un hangar, misura 65x53 metri, pesa 450 tonnellate ed è alta 8 metri dal livello della strada. È composta da profili tubolari in acciaio blu e arancione che formano elementi tridimensionali, fungendo da struttura portante per i tegoli prefabbricati in cemento armato e le finestre in vetro. Queste ultime permetteranno di illuminare la stazione sfruttando al massimo la luce naturale, che cambierà colori, direzioni e dimensioni a seconda delle diverse fasi del giorno, creando giochi di luce affascinanti. Una volta completata, la stazione si estenderà su un'area esterna di oltre 3000 metri quadrati.

## Servizi
La stazione disporrà di:
- Biglietteria automatica
- Scale mobili
- Accessibilità per portatori di handicap
- Stazione video sorvegliata

## Interscambi
La stazione consentirà di collegare tra loro in pochi minuti e attraverso un'unica linea metropolitana (Linea 1) il Porto di Napoli (Municipio), la Stazione di Napoli Centrale (Garibaldi), la Ferrovia Circumvesuviana (stazioni di Napoli Garibaldi e Poggioreale), il Centro direzionale di Napoli (Centro Direzionale e Tribunale) e l'Aeroporto di Napoli-Capodichino. Vi sarà anche un'interscambio con la fermata autobus.